# Jangtaesan
Jangtaesan (koreanska: 장태산, Changt’ae-san) är en kulle i Sydkorea.   Den ligger i provinsen Norra Chungcheong, i den centrala delen av landet, 100 km sydost om huvudstaden Seoul. Toppen på Jangtaesan är 133 meter över havet.
Terrängen runt Jangtaesan är kuperad norrut, men söderut är den platt. Runt Jangtaesan är det ganska tätbefolkat, med 214 invånare per kvadratkilometer. Närmaste större samhälle är Chungju, 10,5 km söder om Jangtaesan. Trakten runt Jangtaesan består till största delen av jordbruksmark.